# コー・ダイアナ
コー・ダイアナ（Khor Diana, 1960年10月1日 - ）は、日本の社会学者。法政大学第21代総長。専門はジェンダー・セクシュアリティ。

## 経歴
1960年10月1日、香港に生まれる。1983年6月に香港大学社会学科を卒業し、1985年8月に香港大学大学院社会学研究科修士課程を修了、1987年6月にスタンフォード大学大学院社会学研究科修士課程を修了、1994年6月にスタンフォード大学大学院社会学研究科博士課程を修了する。
1999年4月に法政大学第一教養部専任講師、2001年4月に同大学第一教養部助教授、2003年4月に同大学法学部助教授、2005年4月に同大学法学部教授、2008年4月に同大学グローバル教養学部教授に就任する。
2015年に法政大学グローバル教養学部長、2021年4月から同大学副学長・常務理事を務め、2025年3月31日から同大学総長に就任。

## 主な著作

### 共著
- 『Beyond diversity』（Dusseldorf Univ. of Dusseldorf Press、2024）
- 『The Oxford Handbook of Global LGBT and Sexual Diversity Politics』（Oxford University Press、2020）